# Manuel-M.-Torres-Staudamm
Der Manuel-M.-Torres-Staudamm (spanisch Presa Manuel M. Torres, auch Presa Chicoasén genannt) staut einen großen Stausee in Mexiko auf. 
Die Talsperre befindet sich 18 km nördlich von Tuxtla Gutiérrez in Chiapas am Río Grijalva, dem größten Fluss in Chiapas, und ist nach dem Ingenieur Manuel Moreno Torres benannt, der während der Präsidentschaft von Adolfo López Mateos von 1959 bis 1964 Generaldirektor der Kraftwerksgesellschaft CFE war.
Die Talsperre wird zur Stromerzeugung genutzt; das Wasserkraftwerk hat eine Leistung von 1500 MW. Der 261 m hohe Staudamm wurde aus Erdschüttmaterial gebaut. Es handelt sich um eine der zehn höchsten Talsperren weltweit. Der Speicherinhalt der Talsperre beträgt ca. 1,6 Milliarden Kubikmeter.